# Supreme Headquarters Allied Expeditionary Force

scudetto dello SHAEF

Supreme Headquarters Allied Expeditionary Force (Quartier generale supremo delle forze di spedizione alleate, abbreviato SHAEF), era il Quartier generale del Comandante Supremo alleato delle forze combinate aeree, terrestri e navali destinate ad aprire il cosiddetto secondo fronte in Europa Nord-occidentale, ed a sferrare grandi operazioni offensive contro l'Esercito tedesco all'Ovest, allo scopo di alleviare il peso sopportato fin dal 1941 dall'Armata Rossa, di liberare i Paesi occupati occidentali e di accelerare il crollo militare e politico della Germania nazista.

## Storia
Il comandante supremo dello SHAEF fu, durante tutta la sua storia, solo il generale statunitense Dwight David Eisenhower, designato dal presidente Roosevelt nel dicembre 1943; Eisenhower si trasferì da Algeri a Londra il 24 dicembre 1943, e nel febbraio 1944, assunse ufficialmente il ruolo di Comandante supremo dello SHAEF, alla cui testa condusse tutta la campagna sul Fronte occidentale del 1944-1945 fino alla vittoria finale nel cuore della Germania.

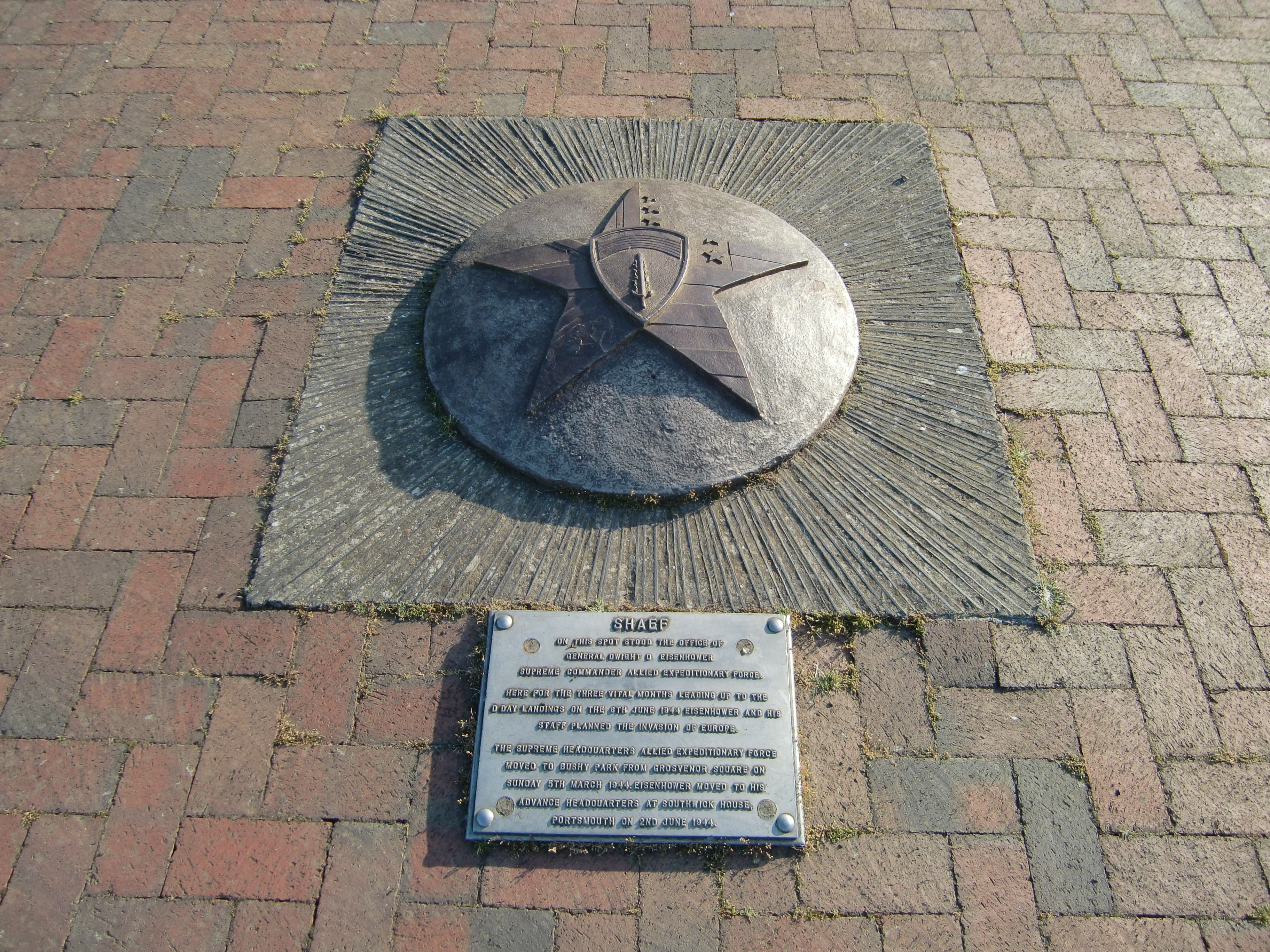
Placca commemorativa a Bushy Park

La sede dello SHAEF fu stabilita inizialmente a Londra, al 20 Grosvenor Square, ma cambio varie volte di sede. Il 5 marzo 1994 il generale Dwight D. Eisenhower spostò il quartier generale a Camp Griffiss, Bushy Park, dove rimase ufficialmente fino al 1º settembre 1944, a parte i giorni che precedetto lo sbarco in Normandia, dal 2 al 6 giugno, quando traslocò a Southwick House. Durante l'Operazione Overlord fu trasferita in Francia, il 31 luglio nel Grand Hotel di Granville, dopo la liberazione di Parigia Versailles (al Trianon Palace Hotel), nel febbraio 1945 si trasferisce a Reims nel Collège moderne et technique de la rue Jolicœur e infine dal 26 aprile 1945 a Francoforte in Germania, al primo piano del I.G.-Farben-Haus.
La struttura dello SHAEF era organizzata sulla base del vecchio quartier generale del generale britannico Frederick Morgan costituito fin dal 1942 per iniziare i lavori di pianificazione dettagliata in vista dell'offensiva alleata all'Ovest; il generale Morgan agiva con il titolo di COSSAC (Chief of Staff to the Supreme Commander Allied Forces = Capo di Stato Maggiore del Comandante Supremo Alleato, che al momento non era ancora stato designato), e svolse, coadiuvato anche dal generale statunitense Ray Barker, un enorme lavoro teorico e organizzativo di inestimabile valore per la successiva pianificazione dello SHAEF.
Al momento della costituzione dello SHAEF sotto il generale Eisenhower, il generale Morgan venne sostituito dal fidato generale statunitense Walter Bedell Smith, che sarebbe rimasto fino alla fine della guerra il capo di Stato Maggiore del Comandante Supremo alleato. Come vice-Comandante Supremo (e sostituto di Eisenhower) venne invece nominato l'esperto e capace Air Marshall della RAF Arthur Tedder, in grado di gestire con tatto e efficienza i rapporti (piuttosto burrascosi) tra gli irruenti generali americani e l'eccentrico generale britannico Montgomery.

## Forze assegnate allo SHAEF

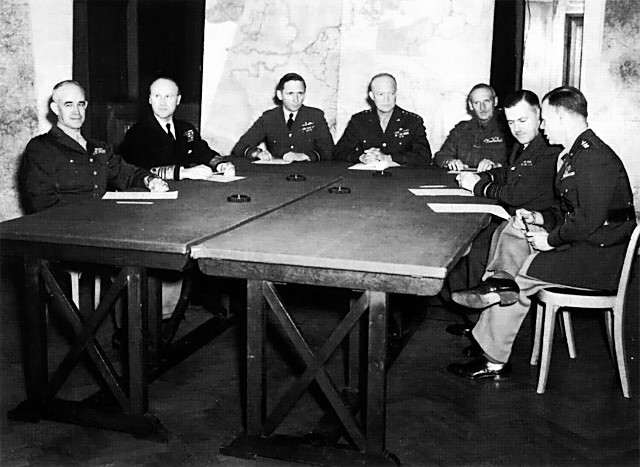
Conferenza al Quartier generale alleato, prima dello Sbarco in Normandia: da sinistra a destra, il generale Omar Bradley, l'ammiraglio Bertram Ramsay, lAir Marshall Arthur Tedder, Dwight David Eisenhower, Bernard Montgomery, l Air Marshall Trafford Leigh-Mallory e il generale Walter Bedell Smith.

Nel momento dell'inizio dell'Operazione Overlord il 6 giugno 1944, lo SHAEF disponeva di un enorme complesso di forze aeree, terrestri e navali; in particolare le forze terrestri, raggruppate nel XXI Gruppo d'armate, erano guidate (almeno temporaneamente) dal generale britannico Bernard Montgomery; le forze aeree, che disponevano di oltre 10.500 aerei da combattimento tattici e strategici, erano comandate dal Air Marshall della RAF, Trafford Leigh-Mallory; mentre le forze navali, destinate al trasporto e alla protezione delle forze da sbarco (oltre 5000 imbarcazioni di tutti i tipi) dipendevano dall'ammiraglio inglese Bertram Ramsay.
Dopo il 1º agosto 1944, nel momento dello sfondamento decisivo del fronte difensivo tedesco in Normandia, durante l'Operazione Cobra, l'ordine di battaglia terrestre dello SHAEF venne modificato con la costituzione di un secondo gruppo d'armate (il XII Gruppo d'armate) guidato dal generale statunitense Omar Bradley, in cui vennero raggruppate le potenti armate statunitensi entrate in combattimento. Il 1º settembre 1944, Eisenhower costituì il suo Quartier generale in territorio francese e da quel momento diresse personalmente le operazioni coordinando i due gruppi d'armate dei generali Montgomery e Bradley.
Alla fine di settembre un terzo gruppo d'armate si aggiunse all'organico dello SHAEF; le truppe franco-americane sbarcate nella Francia meridionale con l'Operazione Dragoon, inizialmente dipendenti dal Comando del Teatro Mediterraneo del generale britannico Henry Maitland Wilson, vennero riorganizzate in un nuovo VI Gruppo d'armate, guidato dal generale statunitense Jacob Devers e si schierarono sul fianco destro del fronte alleato dopo il congiungimento con il XII gruppo d'armate proveniente dalla Normandia.
Lo schieramento finale dello SHAEF, agli inizi del 1945, venne ulteriormento rafforzato con l'afflusso di numerose nuove divisioni americane e al momento della vittoria disponeva di oltre 4 milioni di uomini, 10.000 mezzi corazzati e oltre 20.000 aerei tattici e strategici, costituendo un formidabile complesso di forze moderne ed estremamente mobili, supportate da una enorme organizzazione logistica, in grado di sovrastare le difese tedesche e di dilagare rapidamente in Germania fino a congiungersi con le forze dell'Armata Rossa sulle rive dell'Elba (primo amichevole contatto il 25 aprile 1945 a Torgau).

### Ordine di battaglia dello SHAEF l'8 maggio 1945
Alla fine della guerra lo SHAEF disponeva di 93 divisioni operative, di cui 60 divisioni americane (42 di fanteria, 15 corazzate e 3 aviotrasportate); 12 divisioni britanniche (7 di fanteria, 4 corazzate e 1 aviotrasportata); 15 divisioni francesi (12 di fanteria e 3 corazzate); 5 divisioni canadesi (3 di fanteria e 2 corazzate) e 1 divisione corazzata polacca.
Queste forze erano divise, da nord a sud, nel:
- XXI Gruppo d'armate (Maresciallo Bernard Montgomery) con due armate
  - 1ª Armata canadese (generale Harry Crerar)
  - 2ª Armata britannica (generale Miles Dempsey)
- XII Gruppo d'armate (generale Omar Bradley) con quattro armate
  - 9ª Armata statunitense (generale William Simpson)
  - 15ª Armata statunitense (generale Leonard Gerow)
  - 1ª Armata statunitense (generale Courtney Hodges)
  - 3ª Armata statunitense (generale George Smith Patton)
- VI Gruppo d'armate (generale Jacob Devers) con due armate
  - 7ª Armata statunitense (generale Alexander Patch)
  - 1ª Armata francese (generale Jean de Lattre de Tassigny)